# Wehrtechnische Studiensammlung Koblenz

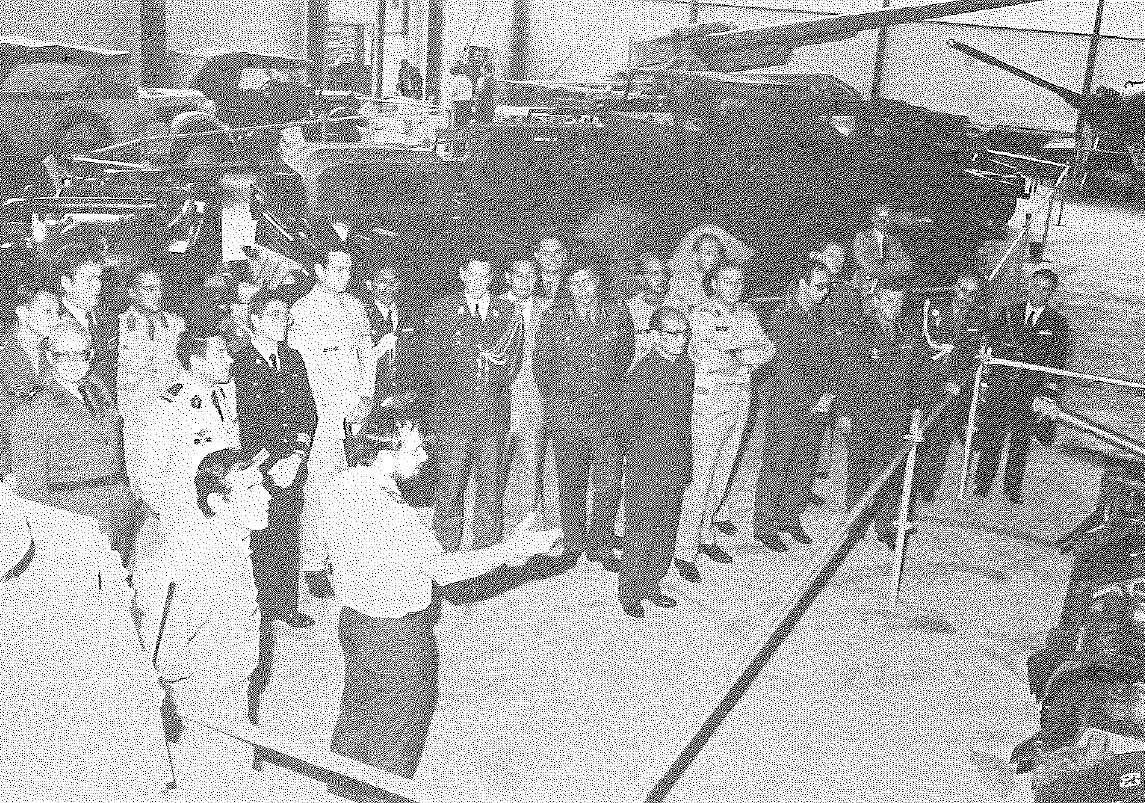
Besuch von Militärattachés in der WTS 1983

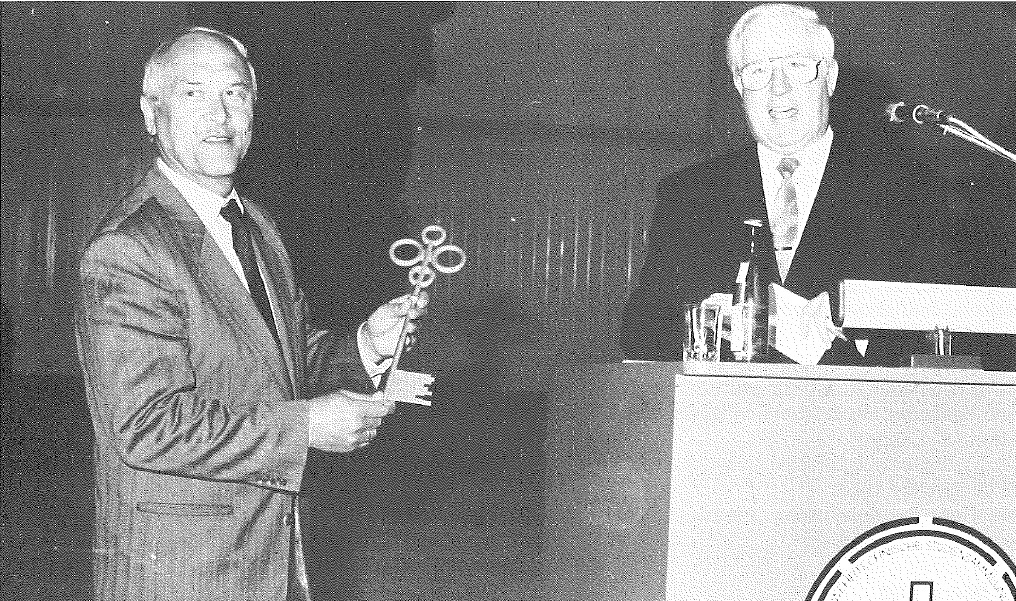
Schlüsselübergabe einer Ausstellungshalle von Oberbürgermeister Willi Hörter an den Präsidenten des BWB, Heinz Gläser, 1991

Koordinaten: 50° 22′ 7,7″ N, 7° 35′ 7,9″ O

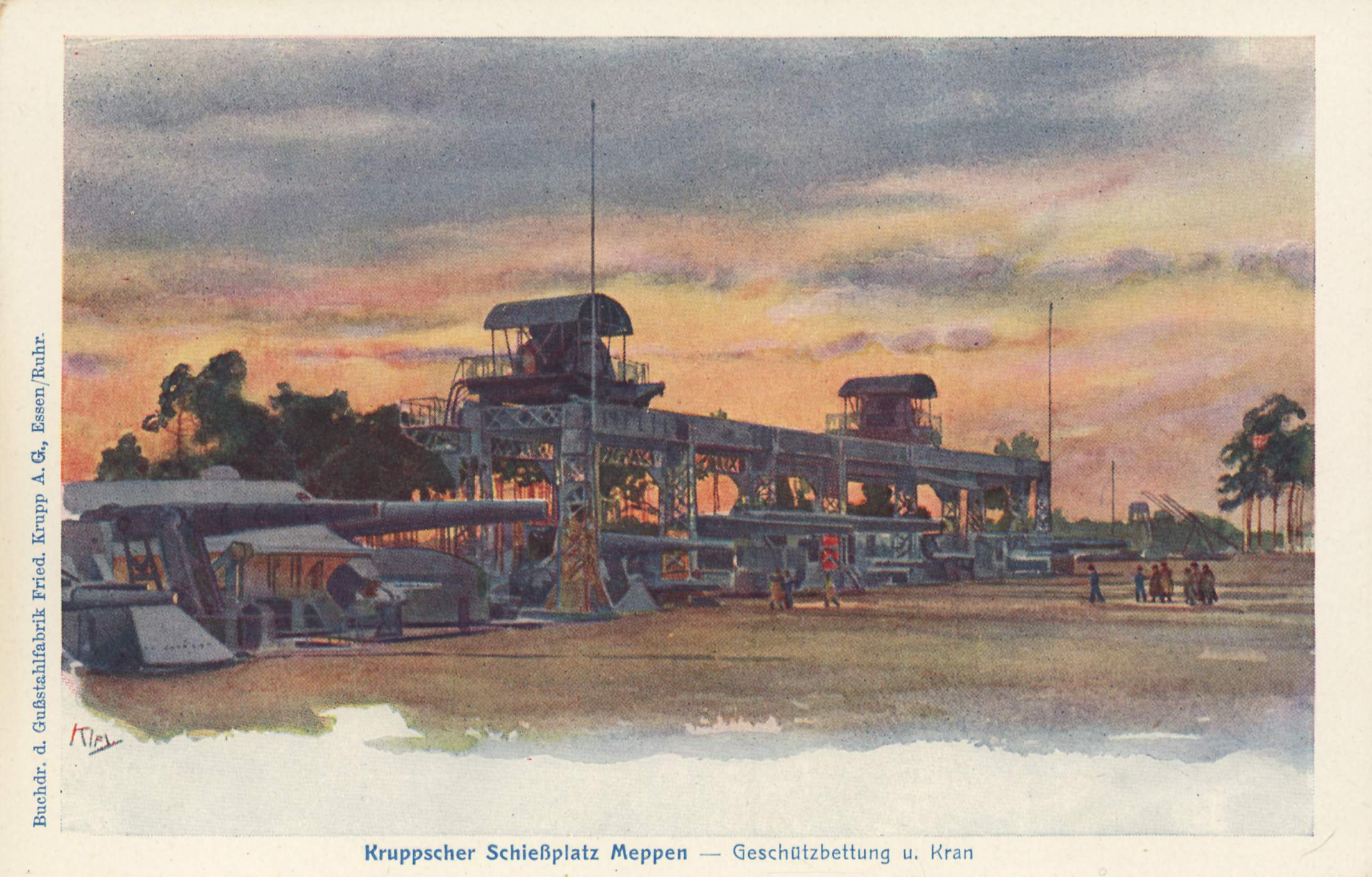
Kruppscher Schießplatz um 1900

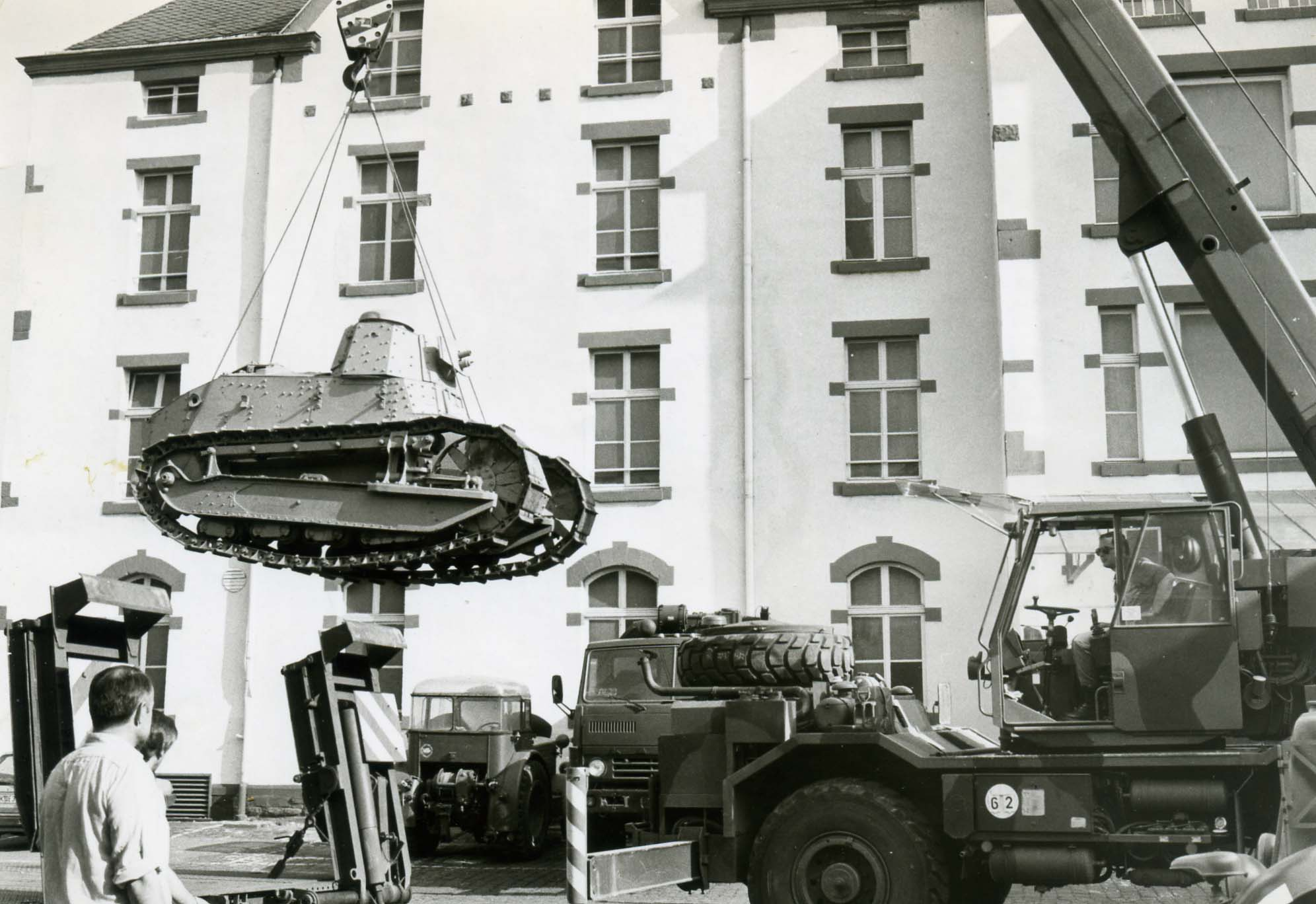
Renault FT als Schenkung des Panzermuseums Saumur kommt 1990 nach Koblenz

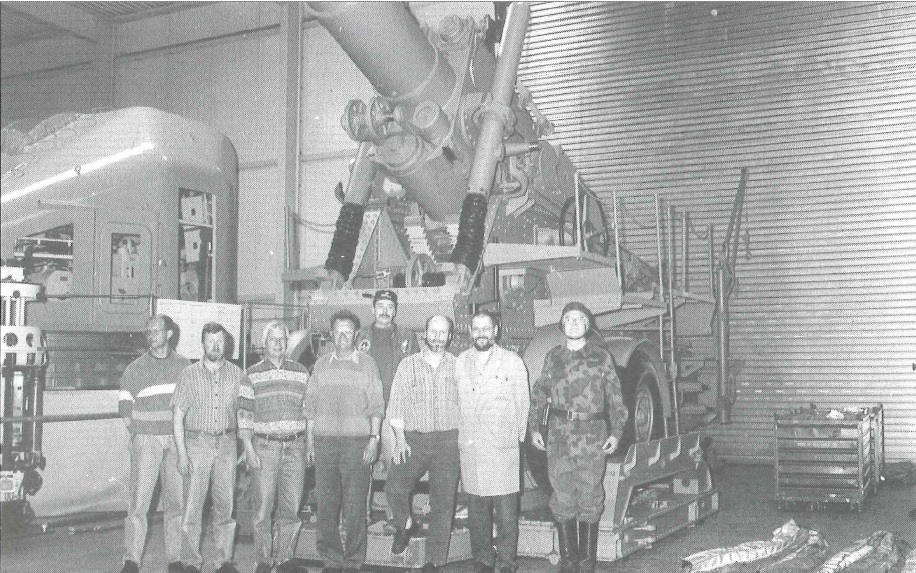
Aufbau der 24-cm-Feldkanone in der Ausstellung 1995

Die Wehrtechnische Studiensammlung (WTS) der Bundeswehr in Koblenz, auch Wehrtechnisches Museum Koblenz genannt, ist mit rund 2.500 Objekten auf rund 7200 m² Ausstellungsfläche eine der bedeutenden technischen Ausstellungen Deutschlands und international unter den umfangreichsten Sammlungen dieser Art. Schwerpunkt der WTS liegen bei der Wehrtechnik und der militärwissenschaftlichen Fachbibliothek. Sie gehört zum Bundesamt für Ausrüstung, Informationstechnik und Nutzung der Bundeswehr (BAAINBw – vormals Bundesamt für Wehrtechnik und Beschaffung) und ist Mitglied im Museums- und Sammlungsverbund der Bundeswehr.

## Geschichte
Eine Mustersammlung von Artillerieausstattungen zu Untersuchungszwecken wurde schon ab 1867 durch die Königlich-Preußische-Artillerieprüfungskommission betrieben. In diesem Zusammenhang ist auch der Kruppsche Schießplatz in Meppen, den die Friedrich Krupp AG ab 1877 einrichtete, zu betrachten. Die wechselvolle Geschichte des Standortes und der dortigen Bestände im Rahmen des Ersten Weltkrieges, der Zeit des Versailler Vertrags, des Zweiten Weltkrieges bis zur Übernahme der Liegenschaften durch die Bundeswehr ist wenig dokumentiert. Trotz umfangreicher Erprobungen von Waffen und Gerät vor 1945 wurden aus dieser Zeit nur wenige Exponate wie beispielsweise ein früher Personenkleinstpanzer Bouclier roulant zur WTS überführt. Auch aus früheren Beständen des Heereswaffenamtes und der Wehrmacht wurden Stücke wie die Selbstladepistole Salvator Dormus aus deren Sammlungen zur Historie der Wehr- und Waffentechnik übernommen.
Am 13. November 1961 genehmigte der damalige Bundesminister der Verteidigung, Franz Josef Strauß, die Einrichtung der Sammlung. Die begründende ministerielle Vorlage vom 17. Mai 1961 führte dazu aus:

„Um neue Waffen beziehungsweise Munition entwickeln oder vorgestelltes Gerät konstruktiv und funktionell beurteilen zu können, ist die Kenntnis vorhandener oder der längsten Vergangenheit angehörender Geräte Voraussetzung. Aus diesem Grunde wurden früher bei den technischen Ämtern der Wehrmachtteile entsprechende Waffensammlungen unterhalten, ebenso wie sie heute bei den technischen Entwicklungsstellen im Ausland überall vorhanden sind. Der durch die Maßnahmen nach Kriegsende bedingte fast völlige Verlust aller früheren Konstruktionsunterlagen und die Tatsache, dass die wenigen Spezialisten, die in den technischen Dienst der Bundeswehr stehen, in nicht allzu ferner Zeit ausscheiden werden, lassen es geboten erscheinen, mit der Wiedereinrichtung der dringend benötigten Sammlung von Waffen und Munition für Entwicklungs- und Konstruktionsstudien als bald zu beginnen.“

Als zielgerichtete Studiensammlung entstand sie in den Folgejahren zunächst als „Sammlung für Waffen- und Konstruktionsstudien“ bei der damaligen Erprobungsstätte 91 in Meppen/Emsland, auf dem vormaligen Gelände des Kruppschen Schießplatzes, mit Abteilungen ausschließlich für Waffen, Munition und optisches Gerät einschließlich dazugehöriger Fachdokumentation. 1978 wird die WTS wird dem Wehrtechnischen Zentralbüro des Bundesamts für Wehrtechnik und Beschaffung (BWB) in Koblenz zugeordnet, da die in Meppen aufgebaute Sammlung im Laufe der Jahre eine Größe erreicht hat, die eine ordnungsgemäße Unterbringung in den vorhandenen Räumen nicht mehr zulässt. Hinzu kommt das Erfordernis, die Arbeit in der WTS weiter zu intensivieren und nach eingehender technischer Identifizierung der Sammlungsgegenstände, die ausgewerteten Ergebnisse den damit befassten Stellen der Wehrtechnik und der Industrie zugänglich zu machen. Teile der Sammlung werden bereits nach Koblenz verlagert. Meppen bleibt jedoch eine Außenstelle, wie später auch die Erprobungsstelle 41 in Trier. In beiden Einrichtungen werden Objekte der WTS nicht nur gelagert, sondern auch aufbereitet und instand gesetzt.
Am 12. November 1982 wurde die Einrichtung als Wehrtechnische Studiensammlung in der ehemaligen Langemarck-Kaserne in Koblenz von dem damaligen Präsidenten des Deutschen Bundestages, Richard Stücklen, eröffnet. Sie war nun unmittelbar dem BWB unterstellt. Insbesondere der Militärhistoriker Arnold Wirtgen, der die Leitung der WTS bis 1988 innehatte, baute die Sammlung aus. 1983 schloss die WTS ein Partnerschaftsabkommen mit dem Koninklijk Nederlands Legermuseum in Delft sowie mit dem Auto- und Technikmuseum in Sinsheim, 1987 mit dem Musée Royal de l’Armée in Brüssel vereinbart. Weitere Partnerschaften entstanden mit dem Musée des Blindés in Saumur und dem US Army Ordnance Museum in Aberdeen. 1988 übernimmt nach dem Eintritt von Arnold Wirtgen in den Ruhestand Werner Rabbertz die Leitung der WTS. Der Verein der Freunde und Förderer der Wehrtechnischen Studiensammlung e. V. (VFFWTS e. V.) unterstützte die Ausstellung seit Umzug nach Koblenz durch den Bau von Ausstellungshallen, die zunächst 1982 sowie 1984 mit den ersten Bauabschnitten fertiggestellt wurden. Ein letzter Bauabschnitt der Hallen wurde im November 1991 durch den damaligen Oberbürgermeister der Stadt Koblenz und Vereinsvorsitzenden, Willi Hörter an den Präsidenten des BWB, Heinz Gläser, übergeben. 1995 entstand eine weitere Halle im Ausstellungsgelände, dieses Mal unter gemeinsamer Finanzierung des Bundes, aus Vereinsmitteln und Spenden.
1995 übernimmt Rolf Wirtgen, der Sohn Arnold Wirtgens, die Leitung der WTS. Ab 1995 wurde die zentrale Einlagerung und Dokumentation von Gerät der ehemaligen NVA, ca. 1.100 m Aktenbestand vorgenommen.
Seit 2001 nimmt die WTS mit großem Besucherandrang an der Koblenzer Langen Nacht der Museen teil. Zum 1. Oktober 2012 wechselte das Unterstellungsverhältnis der WTS zum neu gegründeten Bundesamt für Ausrüstung, Informationstechnik und Nutzung der Bundeswehr (BAAINBw).
Zum 1. Oktober 2021 übernahm Thorsten Erxleben die Leitung der Sammlung.
Nach Schließung zu Beginn der COVID-19-Pandemie und der Durchführung von Baumaßnahmen ist die WTS ab dem 19. Juni 2023 für die Öffentlichkeit wieder geöffnet. Ein Jahr nach der Öffnung 2023 haben über 31.000 Besucher aus 70 Nationen die WTS besucht.

## Aufgaben

### Aufgaben im Rahmen der Bundeswehr
Zweck der Sammlung ist zunächst die Wahrnehmung der dienstlichen Kernaufgaben:
- Aufgaben als Firmenarchiv des BAAINBw
- Beteiligung an der Ausbildung der Mitarbeiter des Rüstungsbereichs, insbesondere des Ingenieursnachwuchses der Wehrtechnik
- Unterstützung der Bundeswehr bei der vorbereitenden Ausbildung für Auslandseinsätze und Einsätze zur internationalen Rüstungskontrolle
- Bereitstellung von Fachexpertise für andere Ressorts der Bundesregierung
- Mitarbeit im Museums- und Sammlungsverbund der Bundeswehr

Diese Aufgaben bestimmen die personelle und finanzielle Ausstattung der Wehrtechnischen Studiensammlung aus dem Bundeshaushalt.

### Aufgaben im Dienst der Öffentlichkeit
Die Ausstellung der WTS ist der Öffentlichkeit zugänglich. Seit 1982 haben etwa 1.000.000 Menschen die Sammlung besucht. Sie wird allgemein als ein Museum wahrgenommen, dementsprechend in örtlichen Museumsverzeichnissen publiziert und auch solchermaßen ausgeschildert. Jedoch ist die WTS nach Definition der Bundeswehr kein Museum. Als offizielles Museum betreibt der Geschäftsbereich BMVg das Militärhistorische Museum der Bundeswehr in Dresden, das verschiedene Außenstellen unterhält. Das hat für die WTS in Koblenz konkrete Auswirkungen auf die Präsentation und die Vermittlungsformate. Ein umfassendes museales Konzept, detaillierte militärhistorische Beschreibungen, Anwendungsbeispiele oder rüstungsgeschichtliche Einordnungen fehlen meist. Die WTS bietet eine thematisch geordnete Spezialsammlung mit einer Fülle von Anschauungsmaterial zur Entwicklung von Bewaffnung, Gerät, Ausrüstung und Uniformen ab dem frühen 19. Jahrhundert mit dem Schwerpunkt der Bundeswehr. Im Zusammenhang mit dem dienstlichen Zweck der Sammlung für Dokumentation und Ausbildung sind die Exponate nicht demilitarisiert und fast alle voll funktionsfähig. Die WTS gehört mit ca. 2.500 Sammlungsobjekten auf ca. 7000 m² Ausstellungsfläche, insgesamt ca. 30.000 Objekten auch in Außenstellen, zu den größten Sammlungen dieser Art in Europa. Darüber hinaus betreibt sie eine nicht öffentliche wehrtechnische und militärwissenschaftliche Fachbibliothek mit ca. 18.000 Bänden und mehr als 30.000 technischen Dienstvorschriften.

## Ausstellungsstücke
Sammlungs- und Ausstellungsschwerpunkte sind in entsprechenden Unterlisten hinterlegt:
- Handfeuer- und Maschinenwaffen
- Artillerietechnik
- Flugkörpertechnik
- Panzerabwehrhandwaffen
- Rad- und Kettenfahrzeuge
- Pioniertechnik
- Luftfahrzeug- und Marinetechnik
- Fernmelde-, elektronisches, akustisches, optisches Gerät
- Persönliche Bekleidung und Ausrüstung

Die Exponate sind überwiegend Eigentum der Bundeswehr. Experimental- und Prototypen stammen aus Projektentwicklungen und Untersuchungsvorhaben, die vor allem im Rahmen der Aufgaben der verschiedenen Wehrtechnischen Dienststellen durchgeführt wurden.
Der Wechsel von Ausstellungsstücken dient besonders der Aktualisierung der Ausstellung. Werden neue Exponate ausgestellt, gehen andere in Außenlager, werden verliehen oder abgegeben, dies nahezu ausschließlich im Bereich der Bundeswehr.
Eine repräsentative Auswahl  präsentiert einen Querschnitt der Sammlung.
Beispiele von Ausstellungsstücken
Die nachfolgende Auswahl zeigt Ausstellungsstücke und die Bandbreite der Ausstellung, die von historischen Kleinteilen bis zu militärischen Großgeräten und Wasserfahrzeugen aufgefächert ist.

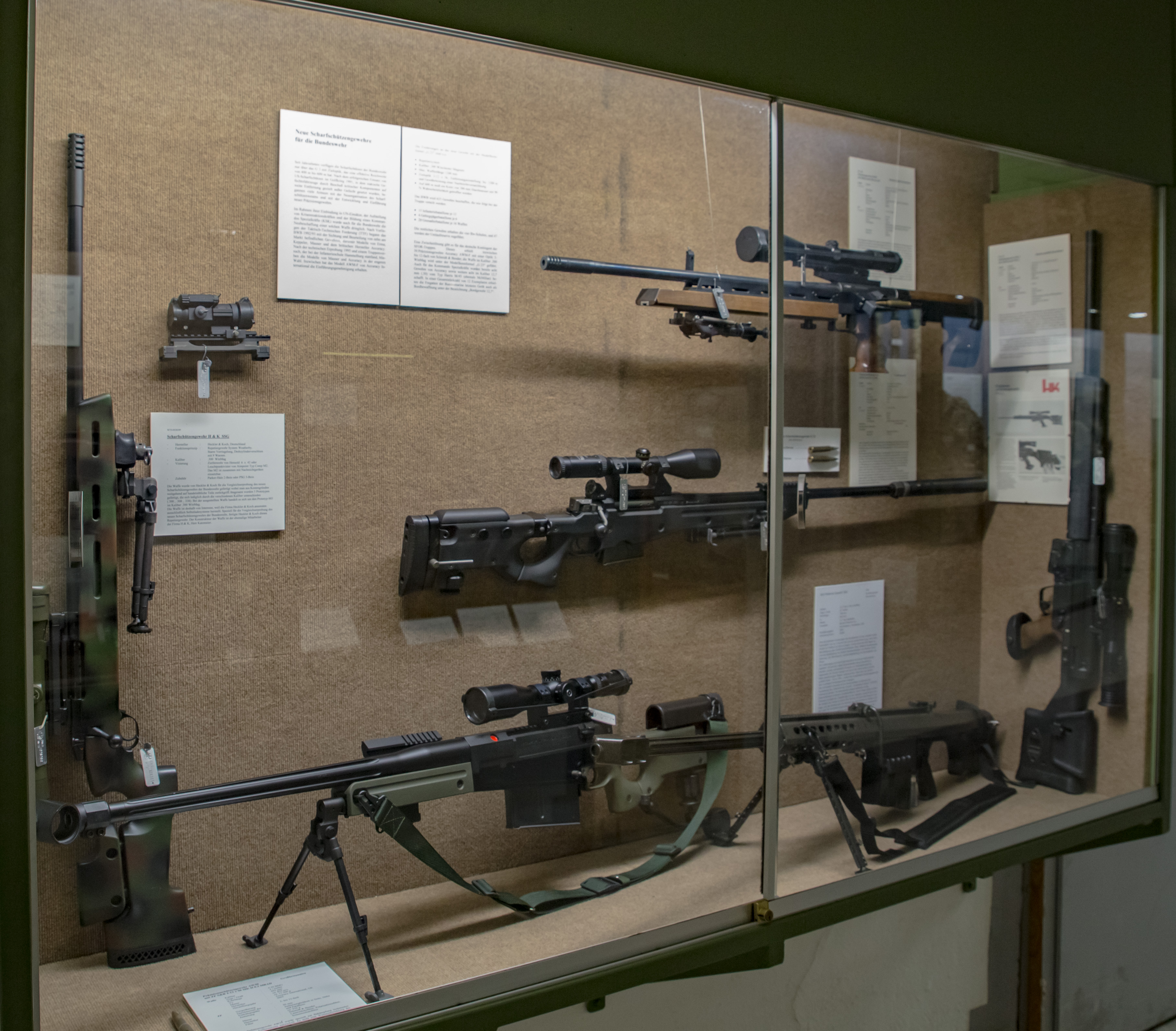
Scharfschützengewehre
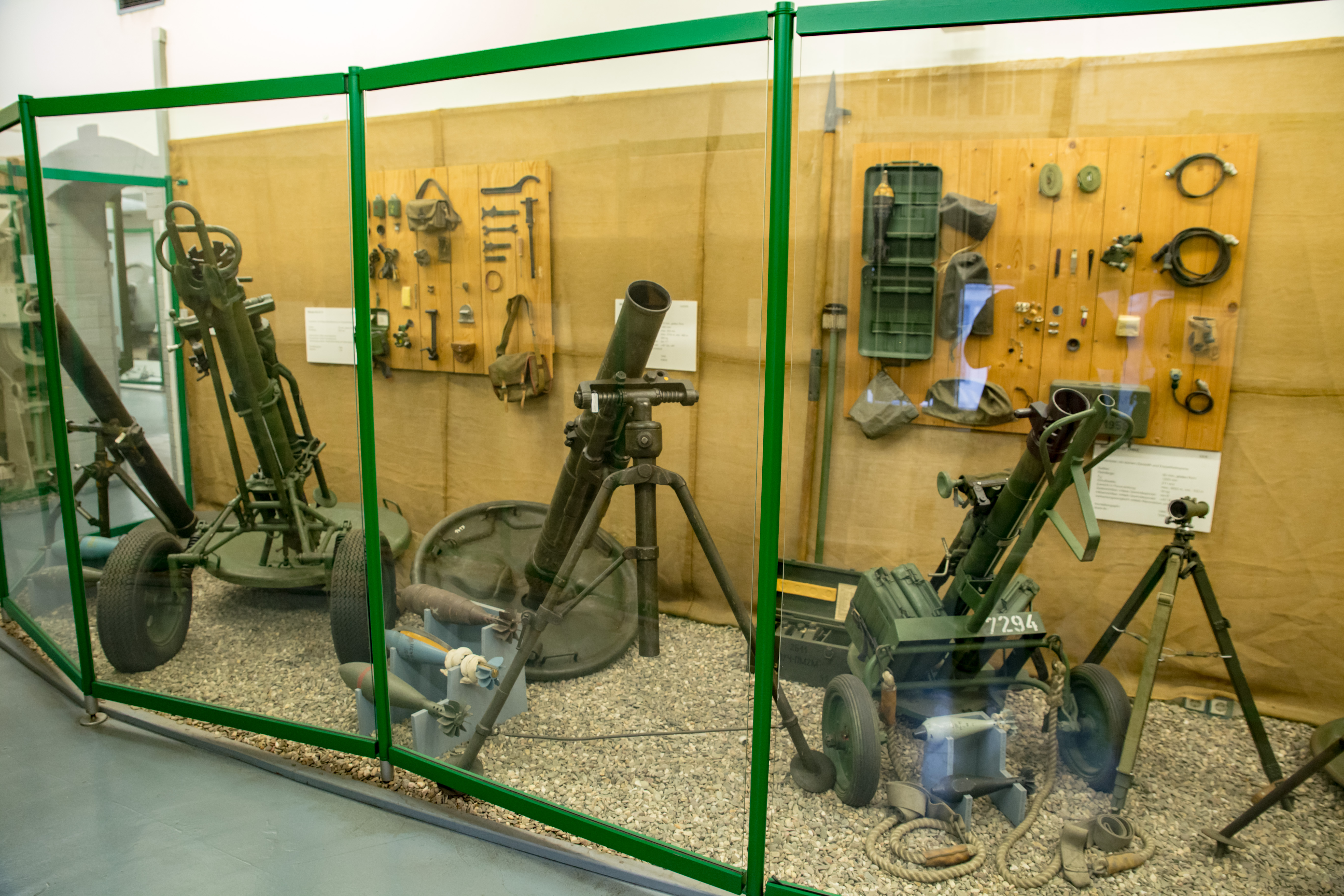
Leichte Mörser
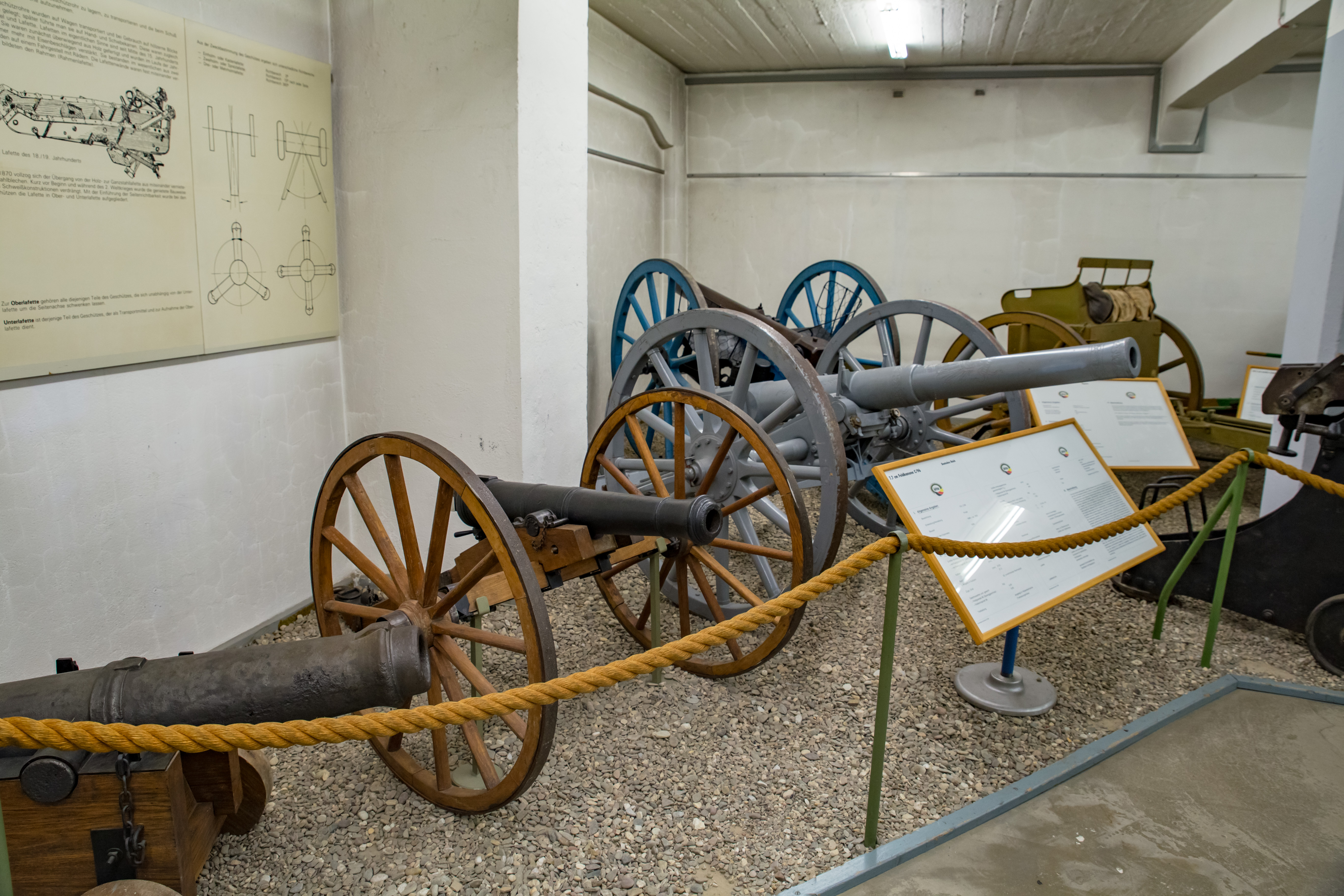
historische Geschütze
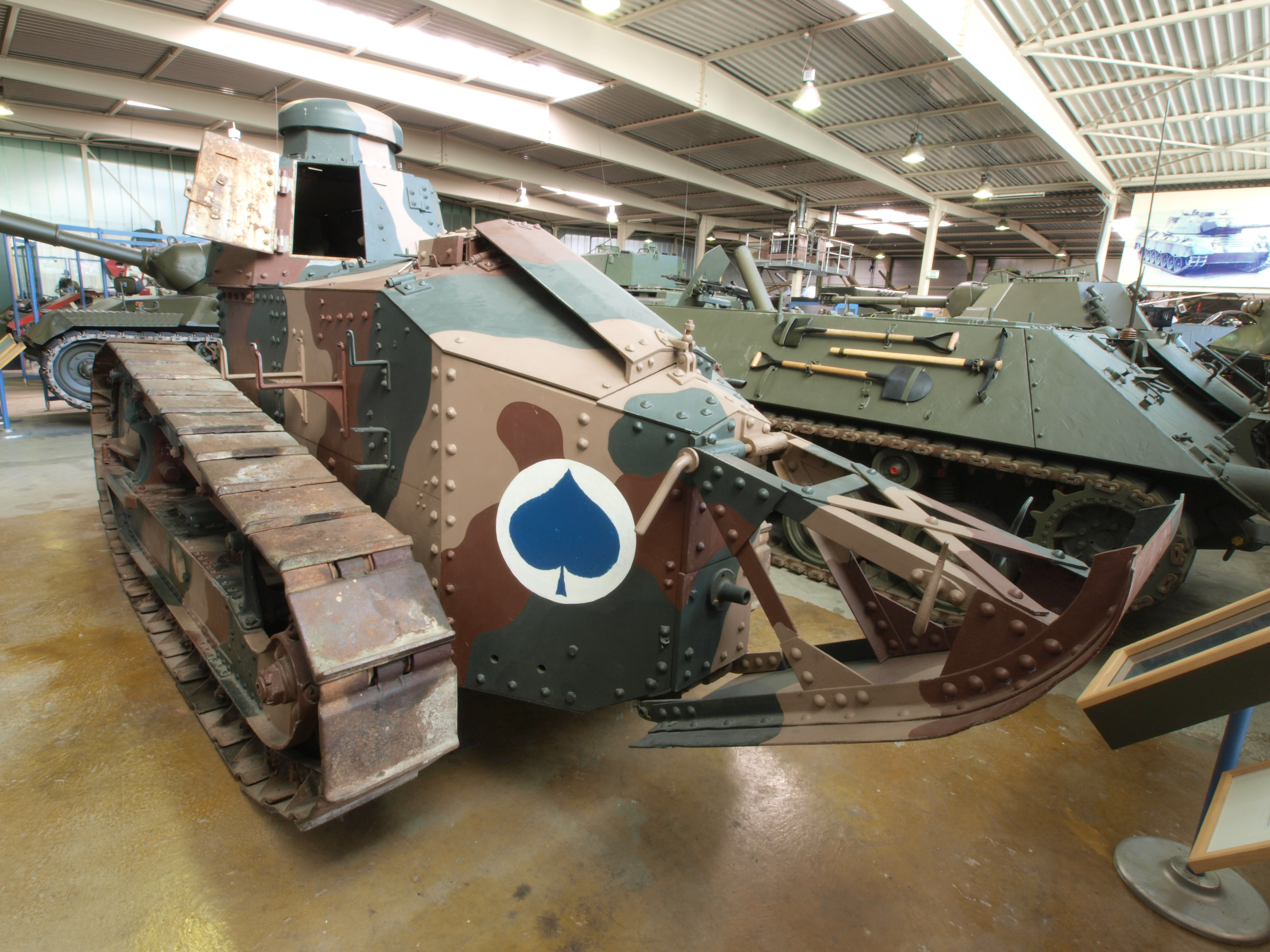
historischer Kampfwagen Renault FT17
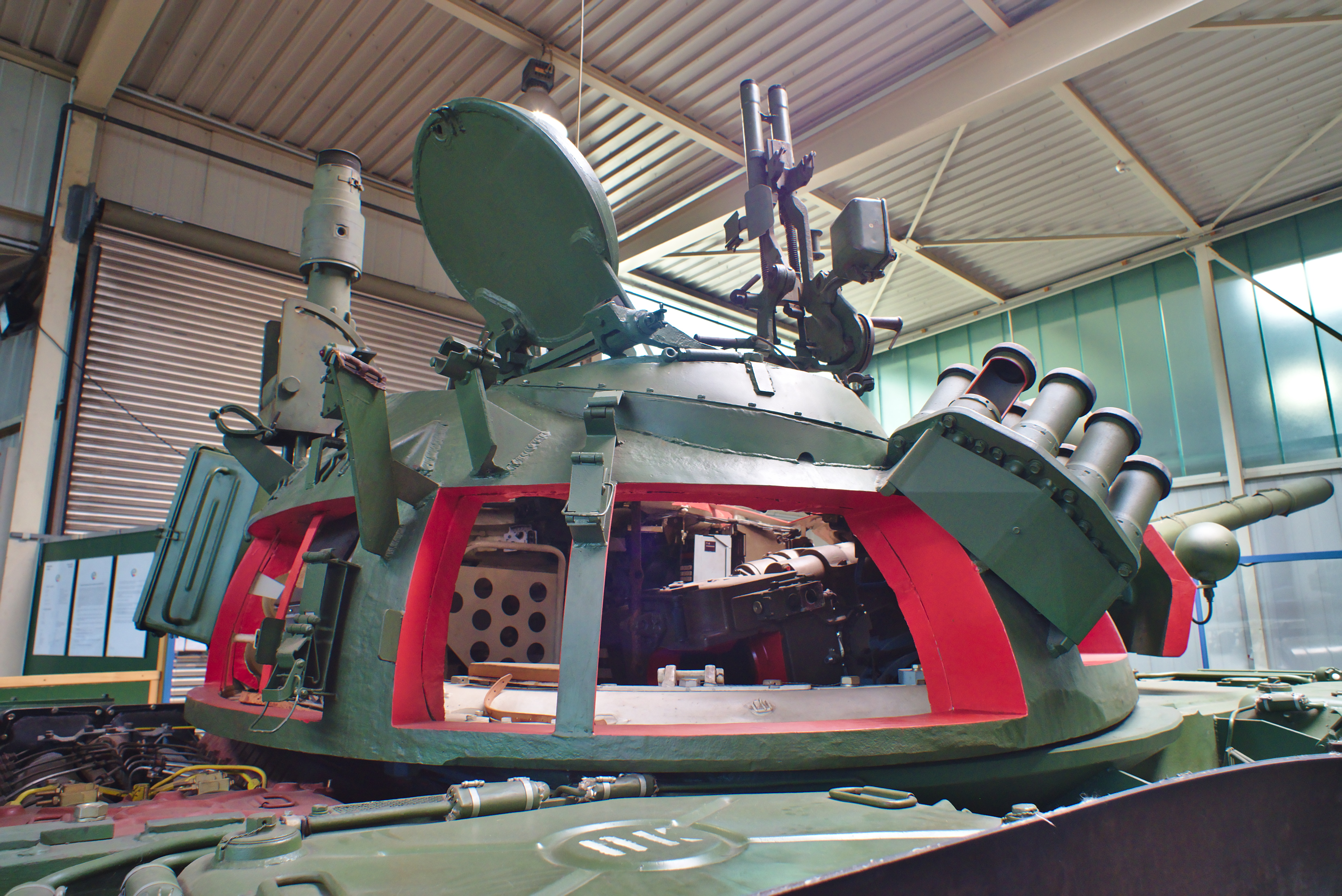
Schnittmodell T55 AM 2B
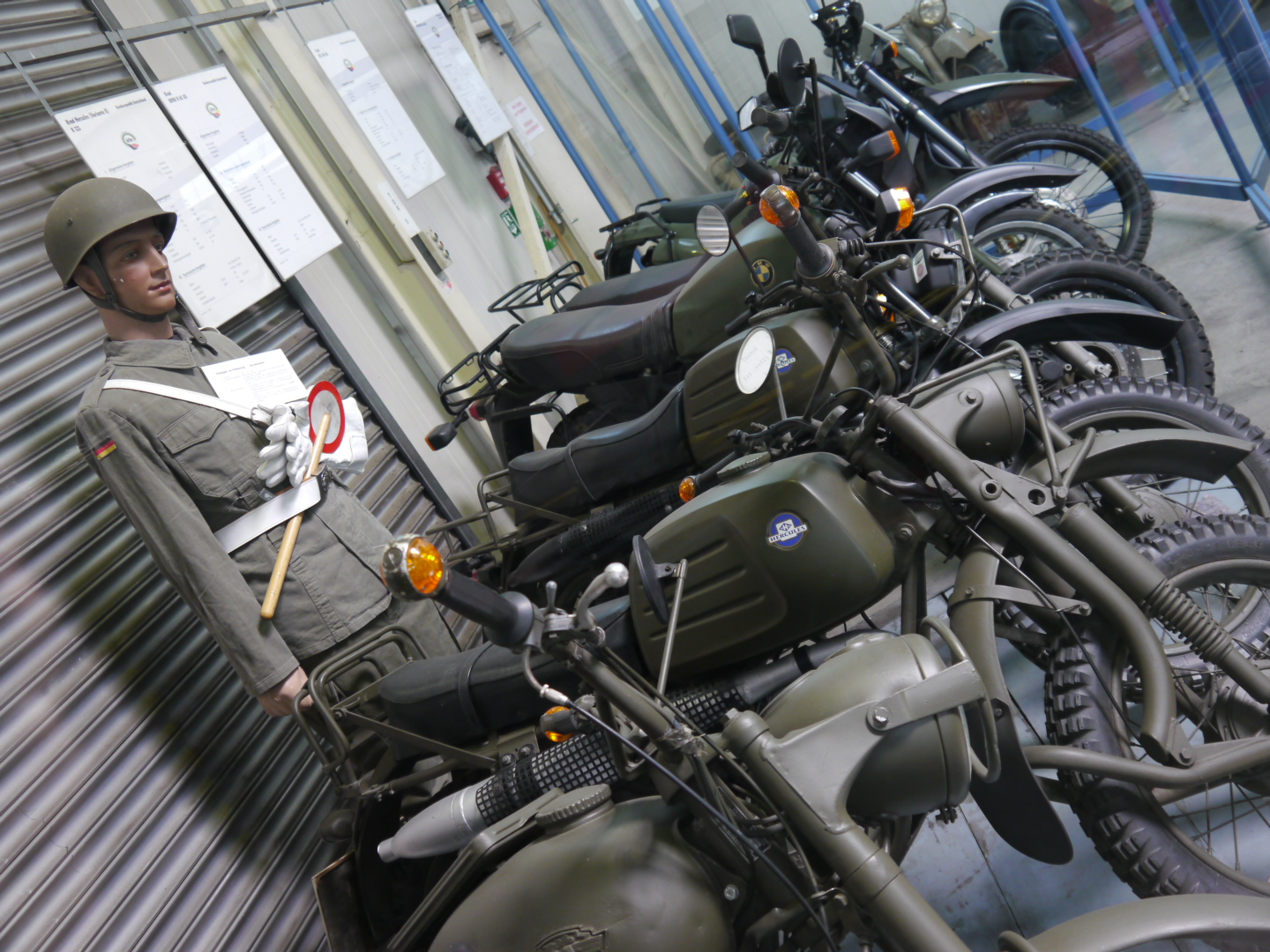
Motorradsammlung mit Hercules K 125 BW
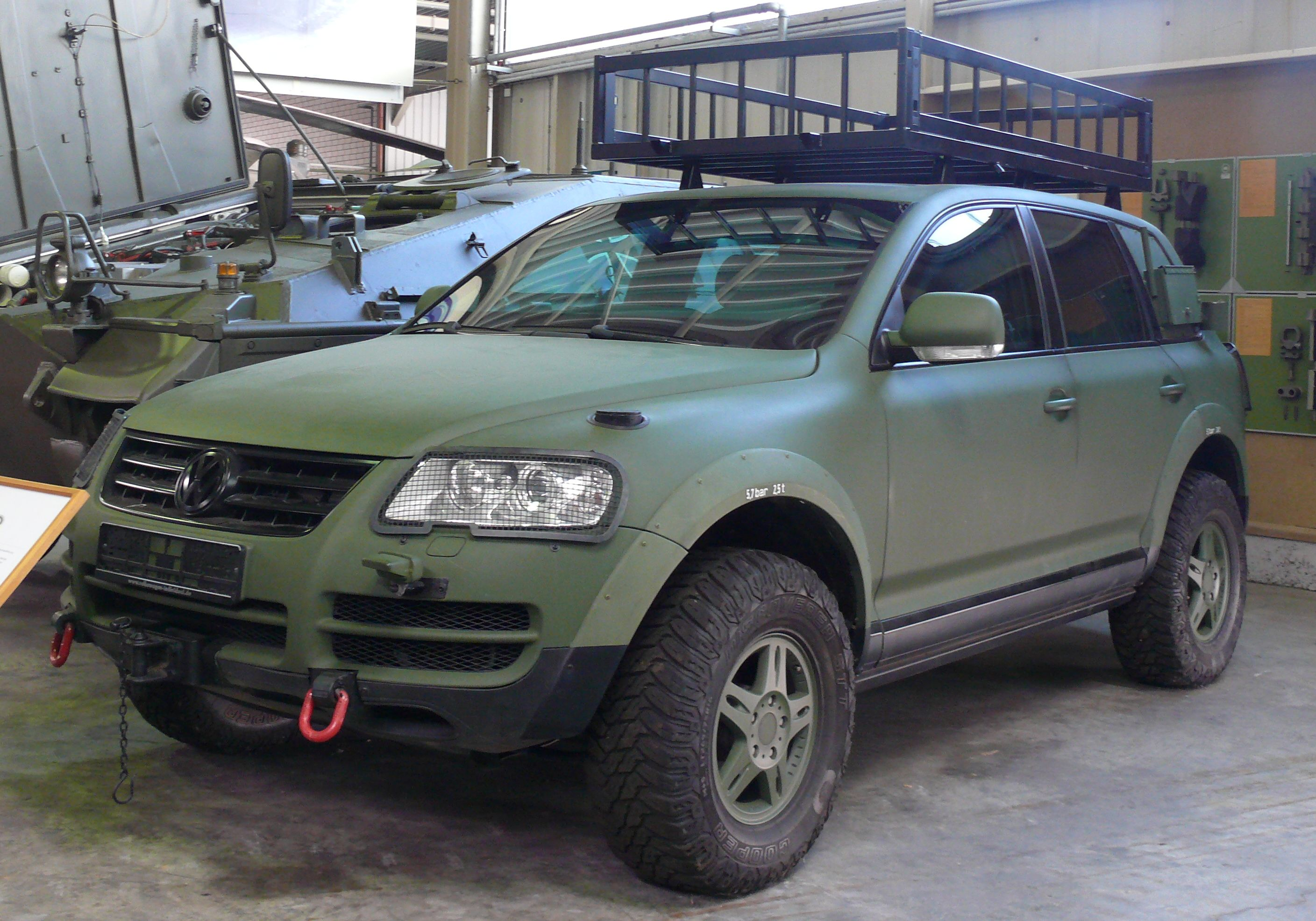
Experimentalfahrzeug VW Frettchen
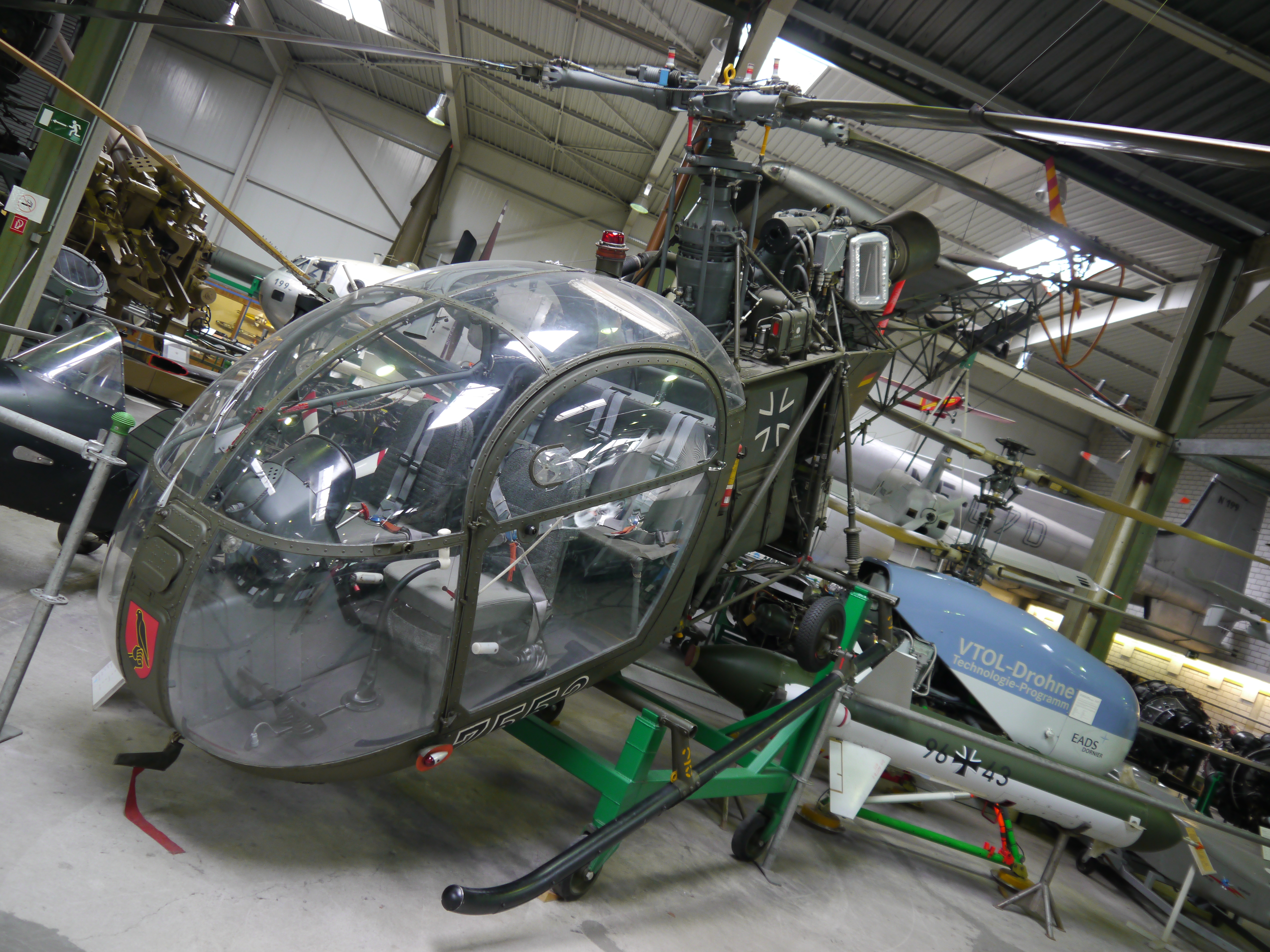
Verbindungs-Hubschrauber Alouette 2
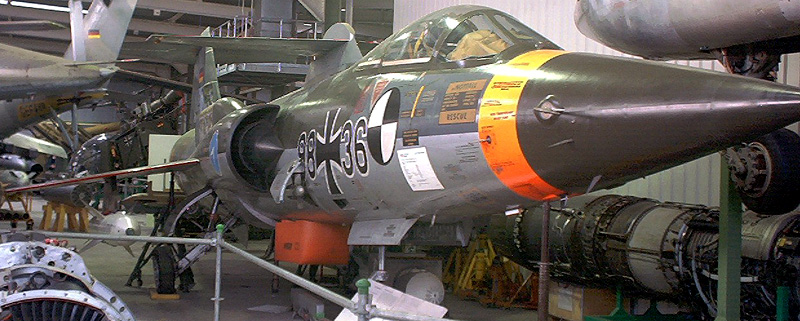
Lockheed F-104 G „Control Configured Vehicle“
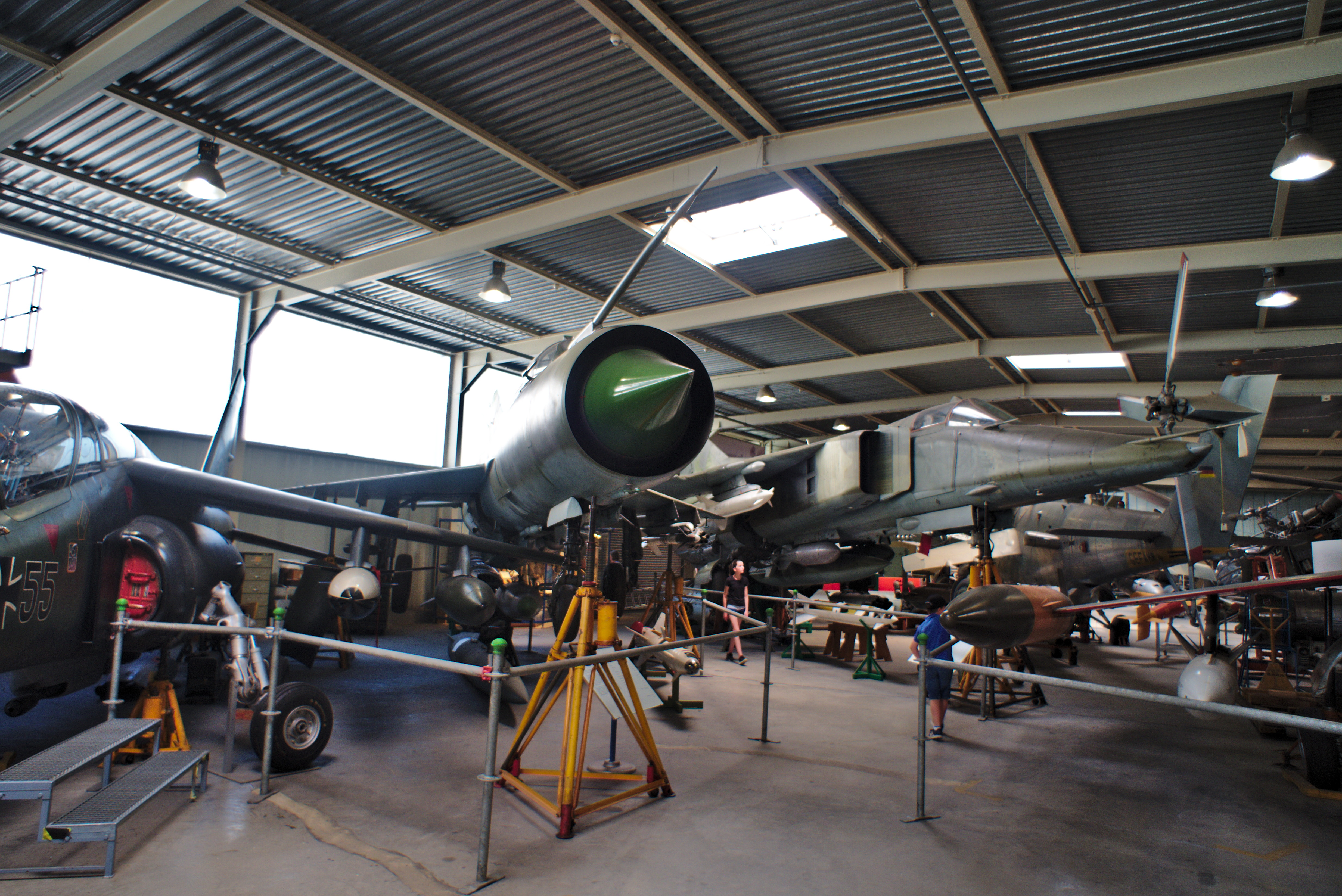
Kampfflugzeuge MiG-21 und MiG-23
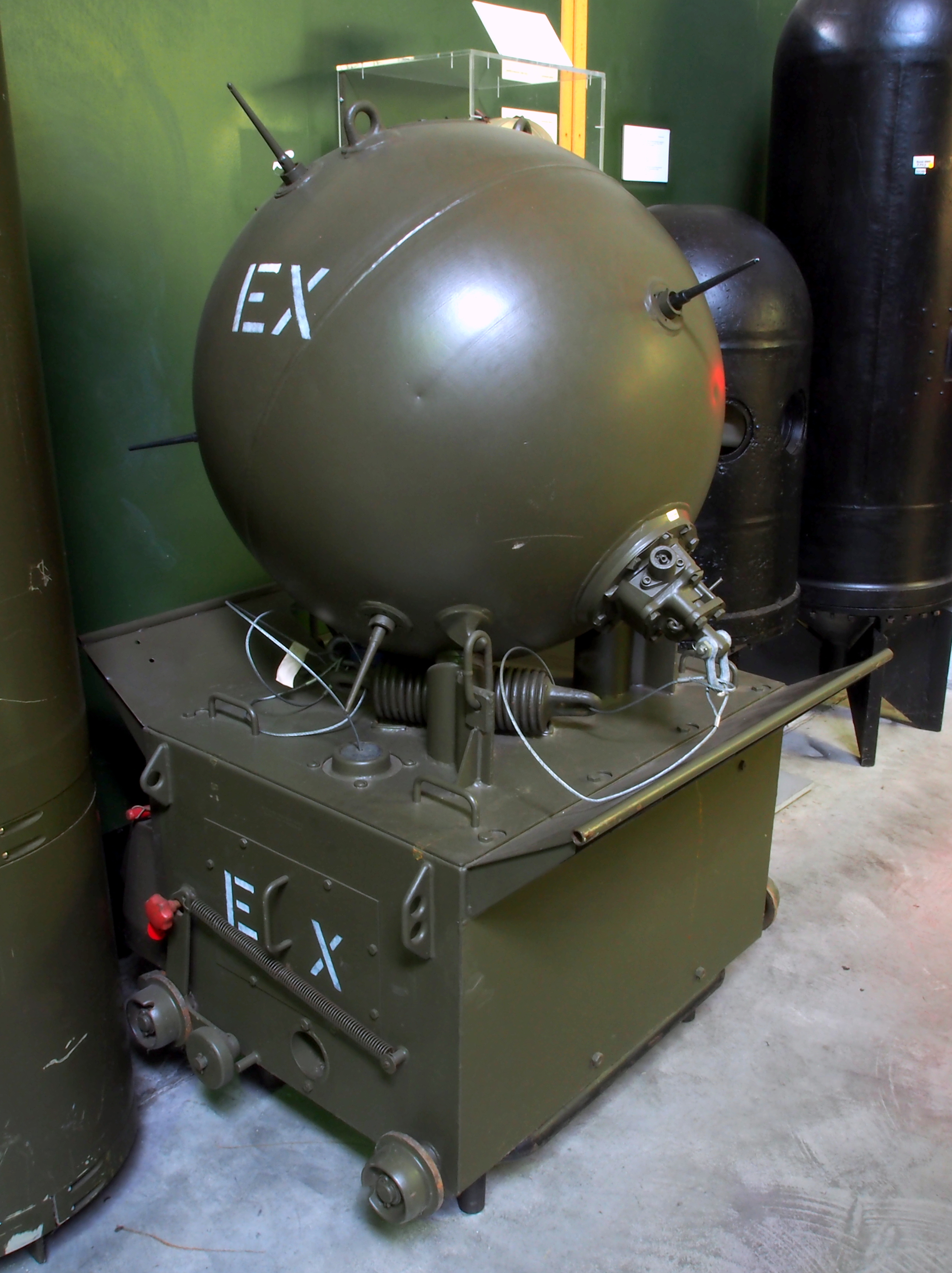
Ankertaumine
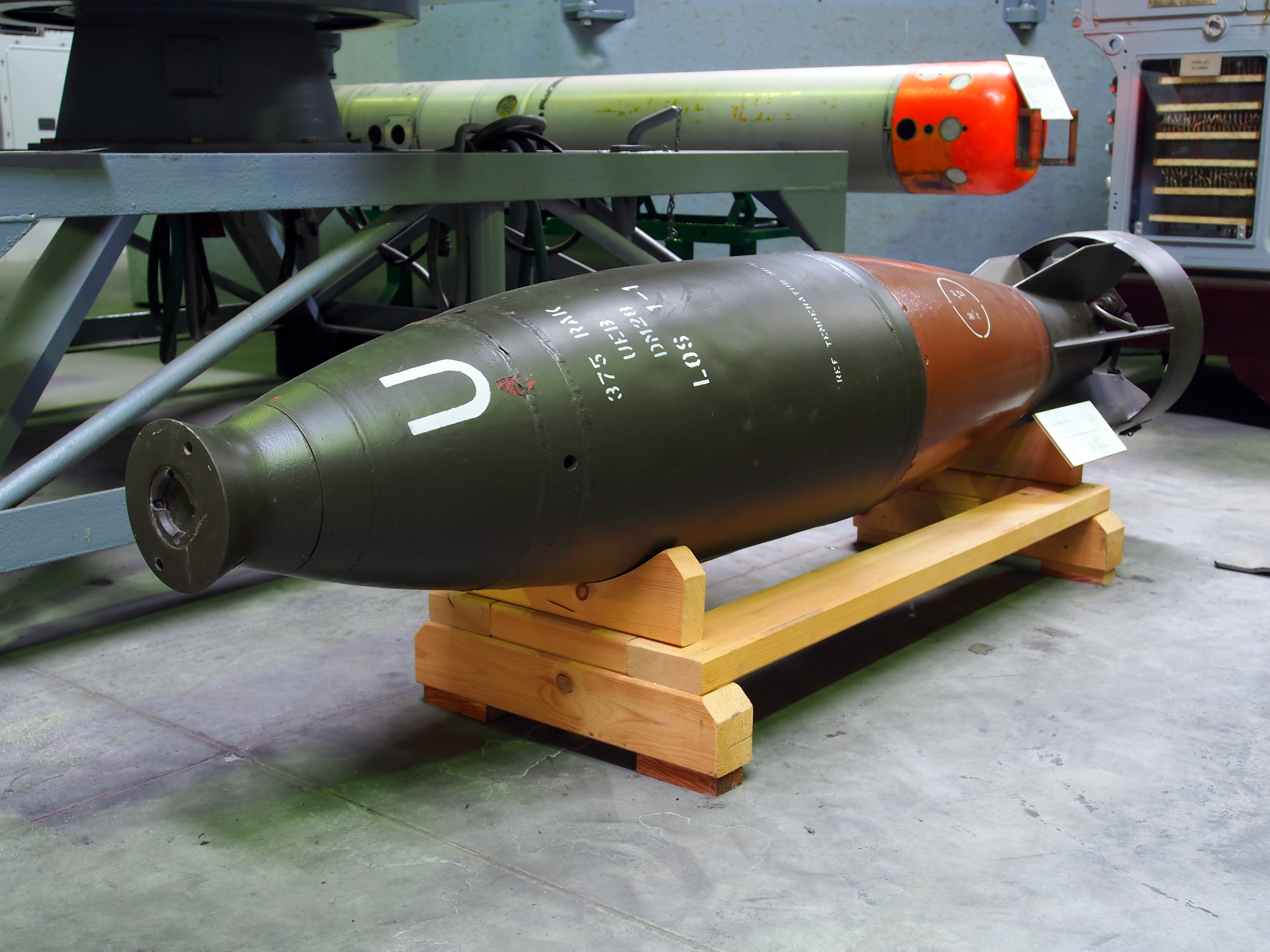
Bofors U-Jagd-Rakete 375 mm der Fregatte F120
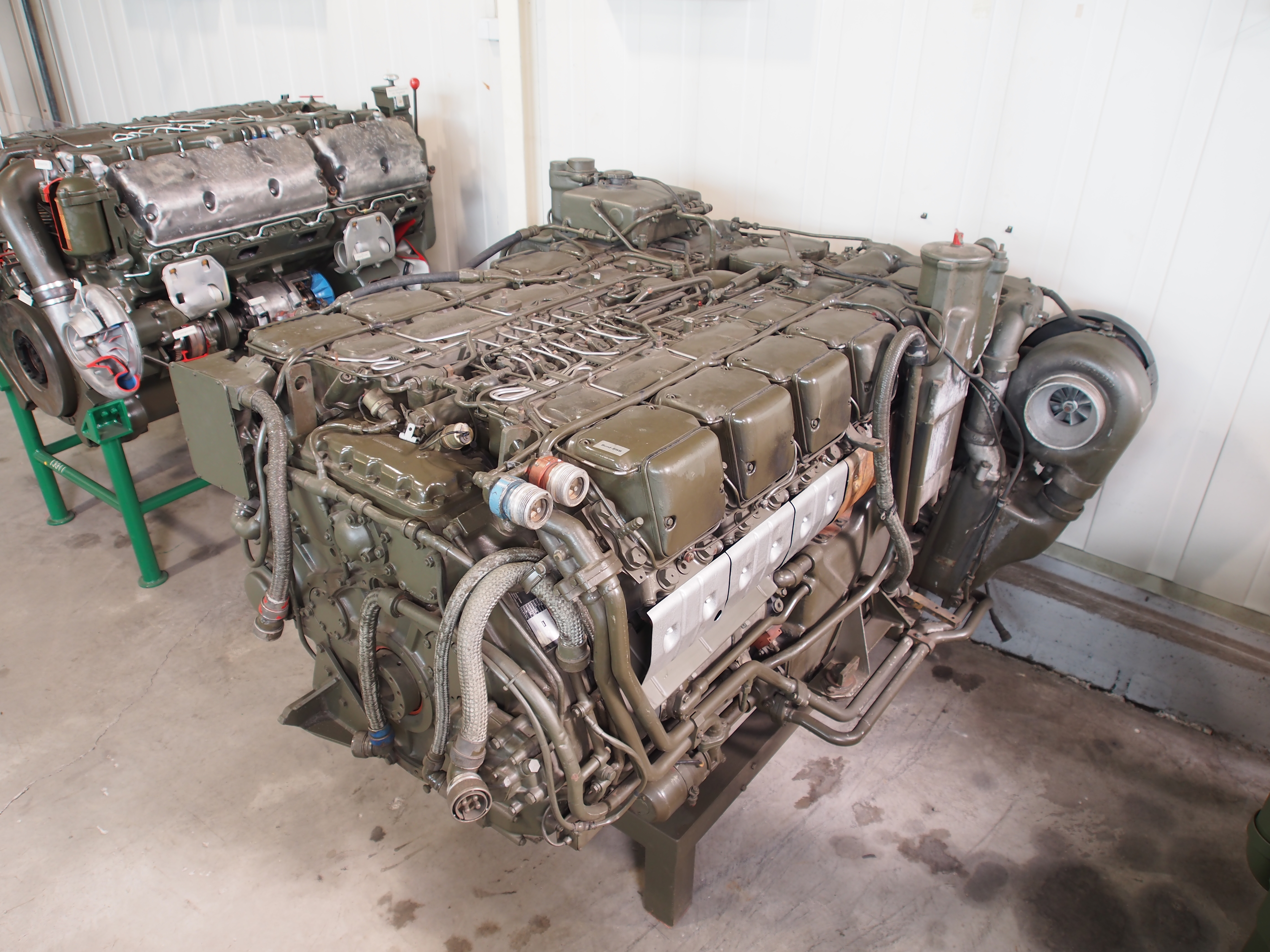
Leopard-Panzermotor MTU MB 873 Ka-501
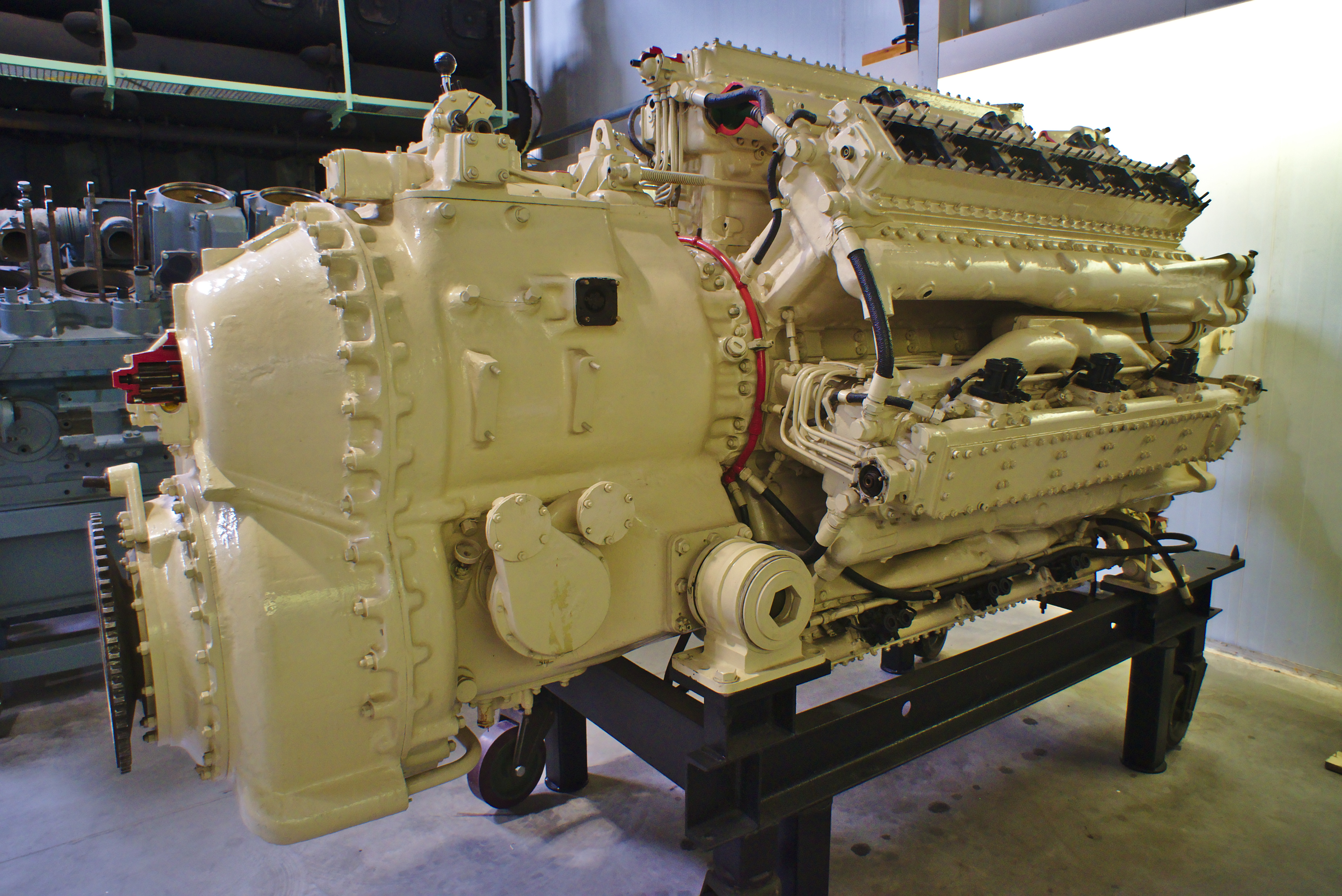
Sowjetischer Diesel-Sternmotor Swesda aus einem Landungsboot
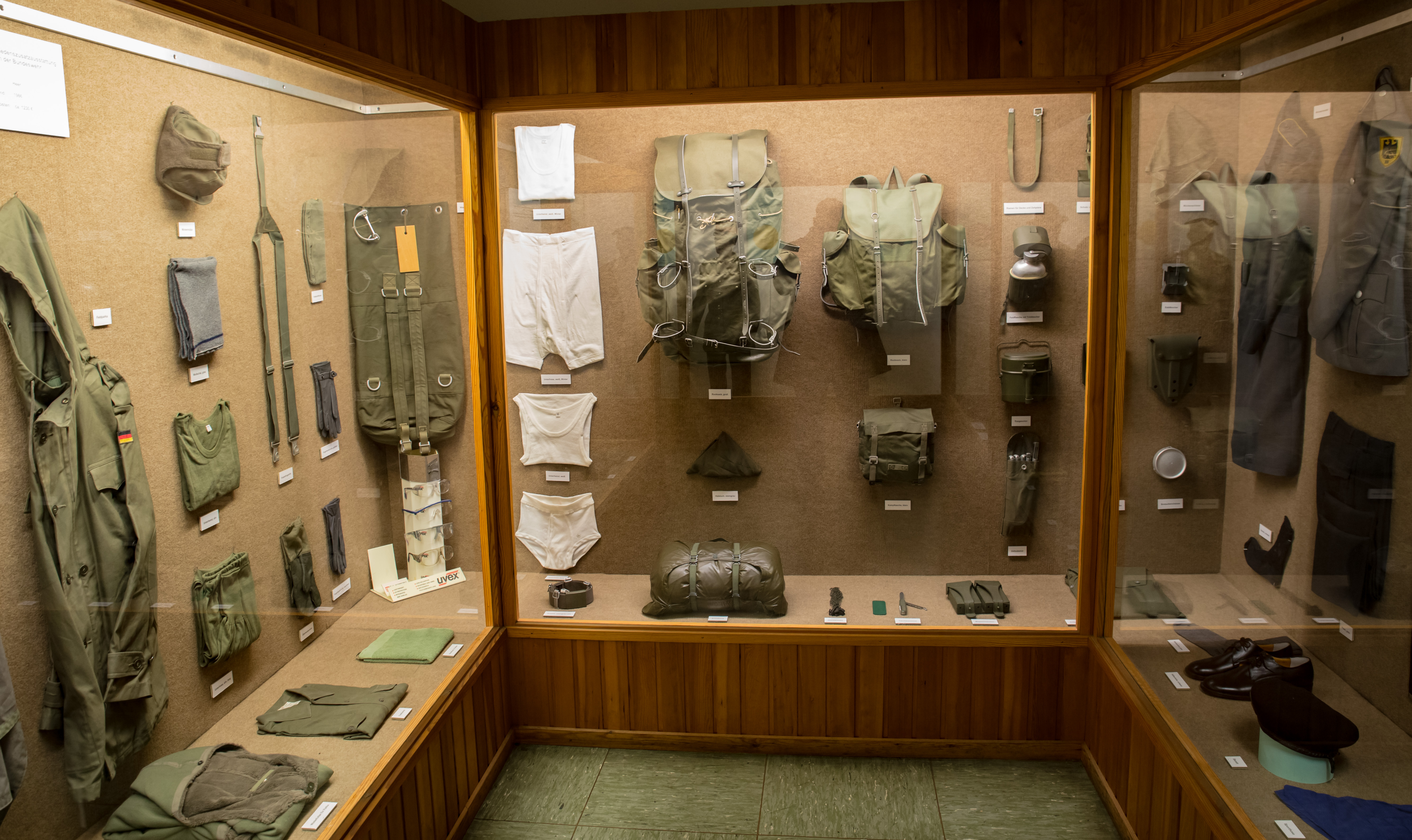
Persönliche Kampfausstattung (1980er Jahre)

## Veröffentlichungen und Sonderausstellungen
Zu wehrtechnischem Aufgabenbereich und technisch-historischen Untersuchungsthemen der WTS veröffentlichte die Dienststelle von 1987 bis 2012 die Bücherreihe „Wehrtechnik und wissenschaftliche Waffenkunde“, zunächst im Verlag E.S. Mittler in Herford, zuletzt bei Bernard & Graefe in Bonn. Neben den Historikern Arnold und Rolf Wirtgen publizierten in dieser Reihe u. a. der Maschinenbauingenieur Wolfram Funk sowie die Historiker Matthias Uhl und Hans-Dierk Fricke. Die Veröffentlichungen sind zum Teil noch antiquarisch zu erwerben.
Zur thematisch aufbereiteten Präsentation von bestimmten Sammlungsgebieten gab es im Laufe der Jahre etliche Sonderausstellungen von der Wehrtechnischen Studiensammlung Koblenz.

Nachfolgend ein Überblick der Sonderausstellungen:
- Bundesamt für Wehrtechnik und Beschaffung – 30 Jahre Ausrüstung der Bundeswehr (1985)[3]
- Die Bewaffnung und Ausrüstung der Armee Friedrichs des Großen – Eine Dokumentation aus Anlaß seines 200. Todesjahres(1986)[7]
- Uniformen in den NATO-Staaten 1900 bis heute (1989)[7]
- Militärische Hieb- und Stichwaffen aus drei Jahrhunderten (1990)[3]
- Eloka- und Fernmeldegerät der ehemaligen NVA (1992)[7]
- Das Zündnadelgewehr – Eine militärtechnische Revolution im 19. Jahrhundert (1992)[7]
- Geharnischte Zeiten – 2000 Jahre Körperschutz des Soldaten (1995)[3]
- Mauser Gewehrsystem 98 (1998)[12]
- Handfeuerwaffen der deutschen Gendarmerie und Polizei des 19. und 20. Jahrhunderts (1999)[3]
- Fernoptische Beobachtungsgeräte in militärischer Nutzung (1999)[12]
- Von der Rundkugel zum Pfeil – Entwicklung der Artilleriemunition (2000)[3]
- Unter Nassau’s Fahnen (2001)[13]
- 100 Jahre Visierentwicklungen (2002)[3]
- Das preußische Offizierkorps 1701–1806 – Uniformierung, Bewaffnung, Ausrüstung (2004)[3][14]
- Die Entwicklung des Maschinengewehrs: Vom Handrohr zum Universal-Maschinengewehr (2005)[3]
- Die Maschinenpistole Die Entwicklung und Geschichte einer Waffe unter besonderer Berücksichtigung der MP 2 – Uzi (2006)[3]
- 100 Jahre Pistole 08 (2008)[15]
- Militärische Nachtsichttechnik in Deutschland – Entwicklungsmuster, Prototypen und Seriengeräte (2009)[3]
- 95 Jahre Schnellboote in deutschen Marinen (2013/2014)[16][17]

## Rezeption
Der Bundesrechnungshof wirft der WTS in seinen Berichten aus den Jahren 2009 und 2015 vor, dass die Sammlung entbehrlich sei. Insbesondere wurde vorgeworfen, die Sammlung ohne ein tragfähiges Konzept und unwirtschaftlich zu betreiben. Die Kritik des Bundesrechnungshofs führte zu einer intensiven Befassung von Entscheidungsträgern mit der Zukunft der WTS: Am 12. Juli 2016 entschied Staatssekretärin Katrin Suder in einem Tischgespräch mit Abteilungsleitern im BMVg für einen grundsätzlichen Erhalt der Sammlung und gegen eine Auflösung und Abwicklung. Am 26. Juli 2018 besuchte Vizeadmiral Stawitzki, Abteilungsleiter Ausrüstung im BMVg, die WTS und orientierte sich über Rahmenbedingungen und zukünftige Perspektiven. Am 28. März 2019 besuchte MdB Josef Oster, Bundestagsabgeordneter im Wahlkreis 199 Koblenz, die WTS und machte sich über die besonderen Rahmenbedingungen der Einrichtung sachkundig. 2019 verzeichnete die WTS 25.000 Besucher, davon knapp 9.000 aus der Bundeswehr.
Die Zeitung Loyal berichtete in ihrer Ausgabe 1/2021 zum aktuellen Stand der WTS und zur Position des Bundesministeriums der Verteidigung, die Sammlung hinsichtlich ihres Auftrages als wichtig zu bewerten und sie auch künftig erhalten zu wollen. In diesem Artikel wird auch der Militärhistoriker Sönke Neitzel zitiert:

„Wir brauchen dieses technische Gedächtnis. Technische Geschichte wird weder in den Museen der Bundeswehr noch an den Universitäten der Bundeswehr vermittelt. Höheren ingenieurwissenschaftlichen Sachverstand gibt es in historisch-technischen Fragen nur bei der WTS. Ich als Historiker brauche diese technische Perspektive.“

Insbesondere der technikgeschichtliche Bezug der Sammlung wird als wichtig bewertet, um historische Zusammenhänge besser einordnen zu können.
Anders als das Militärhistorische Museum der Bundeswehr, das die Entwicklung von Militär im historisch-sozialen Kontext präsentiert, ist die WTS auf Technologien in der Wehrtechnik ausgerichtet.
Neben dem Deutschen Panzermuseum in Munster, dem Heeresgeschichtlichen Museum in Wien, dem Schweizerischen Militärmuseum Full, dem Bovington Tank Museum und dem Panzermuseum in Saumur gehört die WTS international zu den bedeutendsten wehrtechnischen Sammlungen, deckt aber im Gegensatz zu diesen die gesamte technologische und historische Breite der Wehrtechnik ab.
Im Museumsranking 2020 der Website Testberichte.de, die über 500 Museen entsprechend ihrer Beliebtheit mit einem Ranking versehen hat, errang die WTS bundesweit Platz 34, in Rheinland-Pfalz hinter dem Technik-Museum Speyer Platz 2.

## Zukunft
In der Diskussion für eine zukünftige Ausgestaltung der WTS spielten immer vor allem die notwendige Infrastruktur, ein ausreichender Personalrahmen und die Wirtschaftlichkeit im Betrieb eine Rolle. Noch kurz vor der Wiedervereinigung 1987 plante man eine gemeinsame Dislozierung mit einer Außenabteilung des Wehrgeschichtlichen Museums Rastatt in der gesamten Liegenschaft der Langemarck-Kaserne. Mit Entscheidung der Bundeswehr für ein neues Museumskonzept im Dezember 1992 mit dem Rastatt durch das Militärhistorisches Museum der Bundeswehr in Dresden abgelöst wurde, wurde die Idee der Nutzung der Langemarck-Kaserne als Zielstandort verworfen.   Lange Zeit diskutierte man in Koblenz die Verlegung der WTS mit allen Funktionen auf die ehemalige Fritsch-Kaserne im Vorfeld der Festung Ehrenbreitstein. Das wurde 2005 vorbereitet. Eine Umsetzung war bis zur Bundesgartenschau 2011 beabsichtigt. Das Projekt war um 2008 entscheidungsreif, wurde aber nicht verwirklicht. Bundesverteidigungsminister Jung besuchte am 1. Juli 2008 die WTS und gab den Verbleib der Sammlung in Koblenz bekannt. 2016 wurde über einen Transfer in den Südteil der Deines-Bruchmüller-Kaserne in Lahnstein beraten. Dieser Ansatz, der auf eine Mitwirkung der Stadt Lahnstein in einem privatrechtlichen Betreibermodell abzielte, scheiterte. Eine Integration in das Militärhistorische Museum der Bundeswehr in Dresden wurde nicht weiterverfolgt. Stattdessen übernahm diese museale Einrichtung der Bundeswehr zahlreiche Exponate nach Dresden und angegliederte Standorte.
Eine zeitweise favorisierte Möglichkeit war die Zusammenführung der WTS und ihrer Außenlager auf dem Gelände der Außenstelle Metternich (Wasserplatz) der Wehrtechnischen Dienststelle 41 in Koblenz-Metternich. Diese Projektmöglichkeit war an die Beendigung der Zwischennutzung mit Bürocontainern durch das Bundesamt für Ausrüstung, Informationstechnik und Nutzung der Bundeswehr gebunden. Nach einfachen Baumaßnahmen zur Erhaltung der ehemaligen Langemarck-Kaserne, öffnete die Sammlung Mitte 2023 nach Schließung während der Corona-Epidemie.

## Verein der Freunde und Förderer der Wehrtechnischen Studiensammlung
Der Verein der Freunde und Förderer der Wehrtechnischen Studiensammlung e. V. (VFF WTS e. V.) wurde 1979 gegründet, um die WTS zu unterstützen. Zielsetzung ist unter anderem, den Zugang für die Öffentlichkeit und die dazu erforderlichen musealen Aufgaben der WTS zu fördern. Die dienstlich bereitgestellten personellen und finanziellen Ressourcen reichen nur, um die Wahrnehmung der dienstlichen Aufgaben der Sammlung innerhalb der Bundeswehr zu gewährleisten. Der Verein organisiert die Führungen durch die Sammlung im Zuge der politischen Bildung für Soldaten, Fachpublikum und zivile Besucher.  Vorsitzender war zunächst der jeweilige Koblenzer Oberbürgermeister. Aktuell stehen dem Verein als 1. Vorsitzender Andreas Biebricher, bis 2016 Mitglied des rheinland-pfälzischen Landtages, und als 2. Vorsitzender Christian Leitzbach, freiberuflicher Historiker aus Wuppertal, vor. Wissenschaftlicher Beirat des Vorstands ist Axel Schoon. Ehrenamtlicher Geschäftsführer Siegfried Müller.

## Definitionen
Definitionen der Bundeswehr aus der
Offlinedatenbank Terminologie der Bundeswehr (MDB-Datei 8,3 MB). Bundeswehr:
1. ↑  
„Komplexes, bodengebundenes Wehrmaterial einschließlich seiner Komponenten, das von der oder dem Materialverantwortlichen als Landsystem eingestuft wird.“
In Annäherung an diese Definition wird in der Liste dazu Ausrüstung verstanden, die von an Land eingesetzten Truppen verwendet wird.
2. ↑  
„Luft-, raum-, see- und landgestützte Waffensysteme, Wirkmittel oder sonstige Mittel, die optimiert sind, in den Luft-/Weltraum hinein, im oder aus dem Luft-/Weltraum heraus zu wirken.“
3. ↑  
„Teil der Streitkräfte mit dem Zweck, Herrschaft über Seeräume zu erkämpfen, zu behaupten oder zu verwehren.“